# Републички завод за стандардизацију и метрологију
Републички завод за стандардизацију и метрологију је републичка управна организација Републике Српске и налази се у саставу Министарства привреде и предузетништва Републике Српске. Републички завод за стандардизацију и метрологијује, у складу са законима Републике Српске и Босне и Херцеговине, надлежан за области стандардизације, метрологије и контроле предмета од драгоцених метала на територији Републике Српске. Републички завод учествује у развоју система оцењивања усаглашености, система акредитовања и система заштите интелектуалне својине у Републици Српској.
Тренутни директор је Наташа Жугић.

## Надлежности
Надлежности у складу са Законом о републичкој управи Републичког завода за стандардизацију и метрологију које се односе на управне и друге послове су:
- доношење прописа у области стандардизације
- доношење и дистрибуцију стандарда Републике Српске (СРС стандарди)
- учествовање у изради и доношењу стандарда Босне и Херцеговине (БАС стандарди)
- формирање стандардотеке и базе података о стандардима
- доношење прописа из области законске метрологије
- вршење испитивања типа мерила и верификације мерила
- осигурање следивости еталона и референтних материјала
- учествовање у одржавању и чувању еталона и референтних материјала
- доношење прописа из области контроле предмета од драгоцених метала у Републици Српској
- вршење испитивања и верификације предмета од драгоцених метала
- вођење регистра одобрених знакова произвођача и увозника предмета од драгоцених метала
- доношење прописа из области претпакованих производа
- метролошки надзор над мерилима, предметима од драгоцених метала и претпакованим производима
- вођење републичке контакт тачке за стандарде и прописе
- вођење и одржавање регистра техничких прописа Републике Српске
- додељивање јединственог броја именованом телу за оцењивање усаглашености производа
- вођење обједињене листе именованих тела за оцењивање усаглашености производа Републике Српске и обављање осталих послова из области стандардизације, метрологије, контроле предмета од драгоцених метала, претпакованих производа и оцене усаглашености производа прописане посебним законима и прописима Републике Српске и Босне и Херцеговине